# St. Jakobus (Spitze)

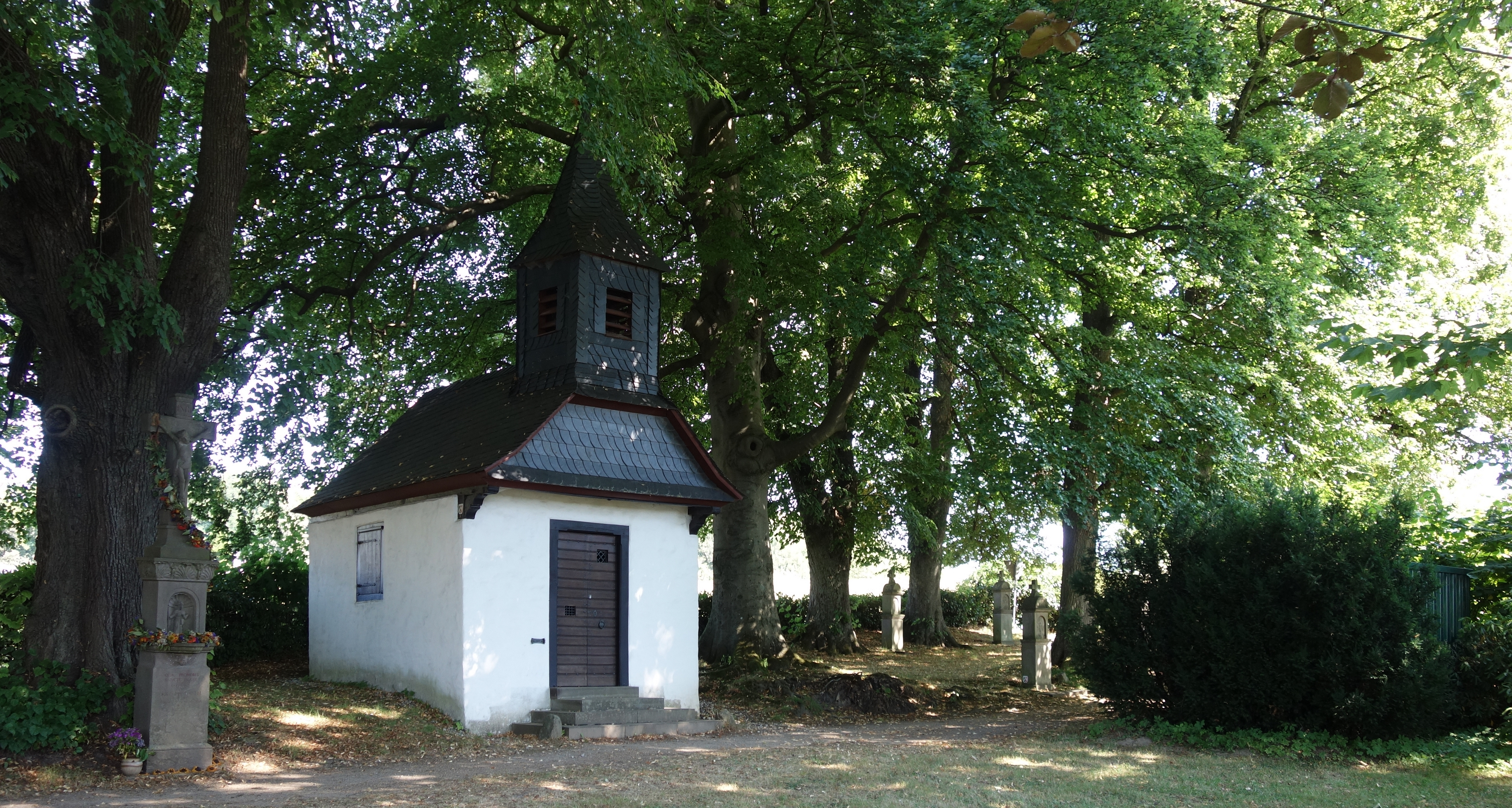
Kapelle St. Jakobus

St. Jakobus ist eine denkmalgeschützte römisch-katholische Kapelle im Ortsteil Spitze der Gemeinde Kürten im Rheinisch-Bergischen Kreis in Nordrhein-Westfalen.

## Geschichte
Der Ursprung der Kapelle geht auf einen Jakob von Rottland zurück, der sie angeblich erbaut haben soll. 1663 wurde sie erstmals erwähnt, jedoch ist sie vermutlich viel älter.
In den Jahren 2005 und 2006 wurde die Kapelle, insbesondere das Schieferdach, umfassend renoviert.

## Architektur
Die vier Meter breite und 4,20 Meter lange Jakobuskapelle mit rechteckigem Grundriss ist aus Bruchsteinen mit weiß gestrichenem Verputz errichtet. Sie besitzt einen dreiseitigen Chorabschluss und ein geschiefertes Satteldach, auf dem ein Dachreiter mit zwei kleinen Glocken und Schallluken aufgesetzt ist.

## Innenausstattung
Der mit einer Flachdecke versehene Innenraum ist mit weißem Kalk verputzt. In einem Aufsatz des 1797 gestifteten Holzaltars befindet sich eine von einem Säulenpaar und einem Strahlenkranz mit der Inschrift IHS eingerahmte Nische für eine Jakobsfigur. Auf dem Antependium am unteren Altartisch sind die Darstellungen der Heiligen Jakobus und Sebastian sowie die Wundmale Christi dargestellt.
Zur weiteren Ausstattung der Kapelle gehören unter anderem ein Reliquienbild mit Maria Königin, ein Weihwasserbecken aus Messing und eine 64 cm hohe Figur des Jakobus mit Wanderstab und aufgeschlagenem Buch. Die Figur ist eine von der Spitzer Kapellengemeinschaft angeschaffte fast originalgetreue Kopie der in der Dürscheider Kirche aufbewahrten Originalfigur.

## Außenbereich
Umgeben ist die Jakobuskapelle von einer Baumgruppe mit sieben Fußfällen aus den Jahren 1840 und 1841 und einem dem Heiligen Jakobus gewidmetem Kreuz von 1842. Die Baumgruppe mit 140 bis 170 Jahre alten Bäumen ist als Naturdenkmal unter Schutz gestellt.
Zum Gedächtnis an die im April 1945 von den anrückenden Amerikanern widerrechtlich erschossenen deutschen Soldaten wurde 1995 ein Gedenkstein aufgestellt. Eine Stele aus dem Jahr 2000 erinnert an die Jakobuspilgerschaft.

## Spitzer Kapellengemeinschaft
Der 1953 gegründete Verein Kapellengemeinschaft Spitze e. V. kümmert sich um die Instandhaltung und Pflege der Jakobuskapelle in enger Absprache und Zusammenarbeit mit den Gremien der katholischen Kirchengemeinde St. Marien und der Kürtener Gemeindeverwaltung. Bei besonderen Anlässen, insbesondere zur Jakobus-Oktav und zu Fronleichnam, übernimmt die Kapellengemeinschaft die Ausschmückung und Verschönerung des Kapellenvorplatzes.

## Denkmalschutz
Die Jakobuskapelle ist unter der Nummer 6 in der Liste der Baudenkmäler in Kürten verzeichnet.